# Distretto municipale di Ga Ovest
Il distretto di Ga Ovest (ufficialmente Ga West District, in inglese) è un distretto della regione della Grande Accra del Ghana.